# Xã Welton, Quận Clinton, Iowa
Xã Welton (tiếng Anh: Welton Township) là một xã thuộc quận Clinton, tiểu bang Iowa, Hoa Kỳ. Năm 2010, dân số của xã này là 533 người.